# آنتونیو کاستلانوس ماتا
آنتونیو کاستلانوس ماتا (انگلیسی: Antonio Castellanos Mata; ۷ مارس ۱۹۴۷ – ۲۷ ژانویهٔ ۲۰۱۶) فیزیک‌دان، استاد دانشگاه، و پژوهشگر اهل اسپانیا بود.
وی همچنین برندهٔ جوایزی همچون برنامه فولبرایت شده‌است. ماتا به علت سرطان در اسپانیا درگذشت.